# Communauté de communes du Pays de Thongue
La Communauté de communes du Pays de Thongue est une ancienne communauté de communes française, située  dans le département de l'Hérault dans la région Occitanie.

## Histoire
La communauté a été créée en 1999 regroupant 7 communes.
Pour entrer en conformité avec la loi NOTRe, la communauté de communes du Pays de Thongue a été dissoute au 1er janvier 2017. Les communes de Valros, Alignan-du-Vent, Coulobres, et Montblanc ont rejoint la communauté d'agglomération Béziers-Méditerranée, les communes de Puissalicon et Abeilhan ont rejoint la communauté de communes des Avant-Monts du Centre Hérault et la commune de Tourbes a rejoint la communauté d'agglomération Hérault Méditerranée.

## Communes
La Communauté de communes du Pays de Thongue regroupait les 7 communes :
| Nom             | Code Insee | Gentilé         | Superficie (km2) | Population (dernière pop. légale) | Densité (hab./km2) |
| --------------- | ---------- | --------------- | ---------------- | --------------------------------- | ------------------ |
| Valros (siège)  | 34325      | Valrossiens     | 6,61             | 1 560 (2014)                      | 236                |
| Abeilhan        | 34001      | Abeilhanais     | 7,81             | 1 640 (2014)                      | 210                |
| Alignan-du-Vent | 34009      | Alignanais      | 17,30            | 1 682 (2014)                      | 97                 |
| Coulobres       | 34085      | Coulobrais      | 2,99             | 381 (2014)                        | 127                |
| Montblanc       | 34166      | Montblanais     | 26,94            | 2 814 (2014)                      | 104                |
| Puissalicon     | 34224      | Puissaliconnais | 13,05            | 1 295 (2014)                      | 99                 |
| Tourbes         | 34311      | Tourbains       | 15,96            | 1 545 (2014)                      | 97                 |